# A/traverso
A/traverso è una rivista underground fondata a Bologna nel 1975. La rivista nacque per iniziativa di un collettivo omonimo sviluppatosi all'interno dell'ambiente universitario bolognese; molti dei membri del collettivo facevano parte del nucleo redazionale di Radio Alice. Il collettivo si autodefiniva "maodadaista".

## Storia
La rivista, in formato tabloid, uscì inizialmente con la tiratura di mille copie; ebbe periodicità irregolare fino al numero 14 dell'estate 1981. Nel 1976 la redazione della rivista realizzò anche un libro che esponeva il manifesto programmatico del gruppo: Alice è il diavolo. Sulla strada di Majakovskij: testi per una pratica di comunicazione sovversiva.
Il logo della rivista fu realizzato nel 1975 da Claudio Cappi, mettendo insieme lettere strappate alle principali testate giornalistiche della sinistra dell'epoca (l'Unità, il Manifesto, Lotta Continua, Rosso).

## Specificità
La testata fu un'esperienza creativa, in cui i contenuti politici venivano rielaborati in un linguaggio da avanguardia artistica. Al centro degli interessi della rivista c'era una riflessione critica sull'uso dei mezzi di comunicazione e sull'elaborazione di un linguaggio rivoluzionario capace di interrompere ed invertire il flusso comunicativo tradizionale; in questo senso la rivista si discostava dai fogli di controinformazione diffusi in quel periodo. Il tentativo di elaborare una "nuova comunicazione" passava anche attraverso l'impostazione grafica della rivista, ottenuta con un cut-up di ritagli di giornale, vignette, slogan scritti a mano e articoli battuti a macchina e stampati in modo caotico.
Il gruppo redazionale diede vita ad una serie di azioni urbane che si inserivano all'interno del clima culturale e politico del periodo e che rappresentavano una continuazione delle riflessioni teoriche affrontate dalla rivista: il sabotaggio dei semafori, le occupazioni di teatri e sale cinematografiche, la stampa e distribuzione di falsi biglietti del treno e dell'autobus.

## Nella cultura di massa
Alla rivista è dedicato il brano Zut/a/traverso di Ivan Della Mea e Daniele Sepe, pubblicato nell'album Suonarne 1 per educarne 100 del 2006.